# Belozoba poljska rovka
Belozoba poljska rovka (znanstveno ime Crocidura russula) je vrsta rovke, ki je razširjena tudi v Sloveniji.

## Opis in biologija
Kožuh na hrbtu je sivkast ali rdečkasto rjav, dlaka na trebuhu je rumenkasto bela. Odrasle živali tehtajo med 11 in 14 grami V dolžino dosežejo med 6 in 9 cm, rep pa je dolg med 3 in 4.3 cm

## Habitat
'Belozoba poljska rovka je razširjena v zmernem podnebnem pasu, običajno pa se zadržuje na travnikih, gozdovih in poljih z veliko žuželkami, ki so njena osnovna hrana do nadmorske višine okoli 1000 metrov. Redkeje se hrani tudi z manjšimi glodavci, kuščarji ter dvoživkami Samice ustvarijo gnezda pod skalami, ležečimi debli in v zapuščenih rovih, kjer samice štirikrat letno skotijo med 2 in 10 mladičev. Parjenje poteka med marcem in septembrom. V naravi ta vrsta živi okoli 18 mesecev, pod laboratorijskimi pogoji pa osebki lahko dosežejo starost do 30 mesecev.